# Kelurahan Bojongrawalumbu
Kelurahan Bojongrawalumbu är en administrativ by i Indonesien.   Den ligger i provinsen Jawa Barat, i den västra delen av landet, 18 km öster om huvudstaden Jakarta.